# Kybos chromata
Kybos chromata är en insektsart som först beskrevs av Davidson och Delong 1942.  Kybos chromata ingår i släktet Kybos och familjen dvärgstritar.
Artens utbredningsområde är Arizona. Inga underarter finns listade i Catalogue of Life.